# Râul Sfârcașu
Râul Sfârcașu este un curs de apă, afluent al râului Lotrioara.  Râul este uneori denumit, incorect, ca Râul Fărcașu

## Hărți
- Hărta Munților Lotrului  Arhivat în 6 mai 2008, la Wayback Machine.
- Harta județului Sibiu